# Kalanchoe pinnata

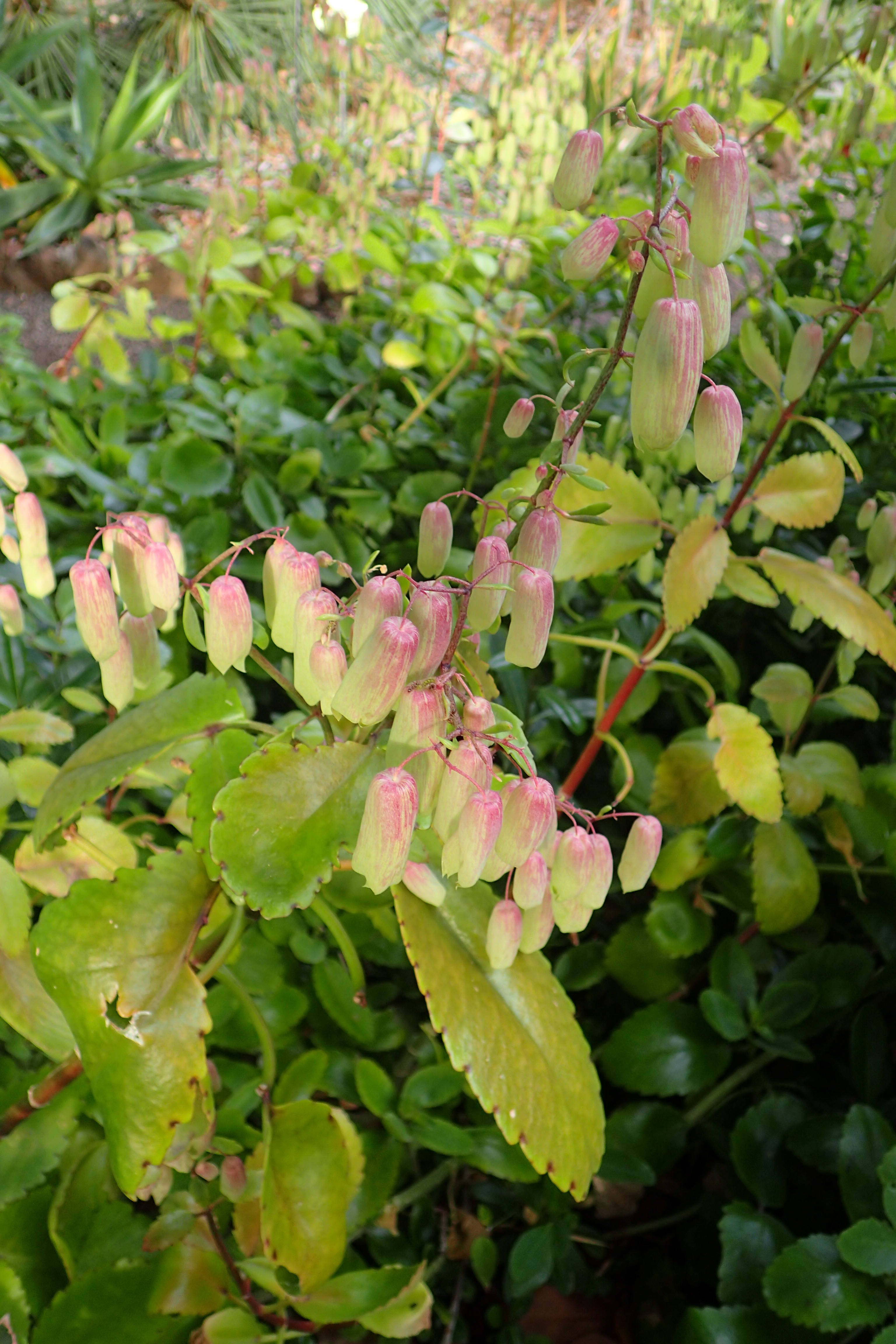
Kalanchoe pinnata

Kalanchoe pinnata (o Bryophyllum pinnatum) és una espècie de planta suculenta del gènere Kalanchoe, de la família de les Crassulaceae.

## Descripció
És una herba suculenta perenne monocàrpica, poc ramificada, gairebé arbustiva, que pot treure brots xucladors a la base, completament glabra, de color verd ratllat de porpra i glauca.
Les tiges són teretes, erectes o ascendents, fortes, de 0,5 a 2 m de longitud, i de 5 a 20 mm de gruix, simples, tacades o ratllades de color vermell, de vegades amb brots estèrils a la base.
Les fulles són dimorfes oposades, decussades, uniformement espaiades, amuntegades en brots joves, distants en els adults. Les primeres fulles són peciolades, simples. Les fulles posteriors són imparipinnades, de tija curta, trifoliades, rarament pentafoliades, de vegades algunes o totes queden reduïdes a la fulla terminal. Totes les fulles són allargades-ovades o el·líptiques-oblongues, de 5 a 20 cm de llarg i de 2 a 12 cm d'amplada, carnoses, de color verd clar amb ratlles de color porpra, amb marges amplament crenats, doblement crenats o crenats-dentats, vèrtex obtús, superfície més o menys glauca; amb profusió de plàntules en miniatura (propàguls) que es formen als marges fins i tot quan les fulles han estat separades de la planta. Les plantetes cauen i arrelen, formant moltes plantes noves en un sol lloc. Pecíol subterete, de 2 a 10 cm de llarg, de color verdós amb taques violetes, semi-amplexicaule. A les fulles distals hi ha nectaris que en el moment de la floració secreten gotes riques en glucosa. Les fulles més velles es desprenen fàcilment de la tija i comporten gemmes adventícies.
La inflorescència (cima) és laxa, de 10 a 80 cm d'ample; branques de fins a 12 cm; bràctees foliars. Pedicel nodós, prim, divaricat, de 10 a 25 mm de llarg, reflex a l'extrem.
Les flors, de 2 a 3 cm d'amplada, són pèndules. Tub del calze lobulat a la meitat superior, de color groc pàl·lid a verd amb taques vermelloses, cilíndric-tubular, inflat, de 25 a 50 mm de llarg, semblant al paper, tub de 24 a 40 mm, els lòbuls deltats a subsemiorbiculars, aguts de 7 a 10 mm de llarg i de 7 a 11 mm d'ample, més curts que el tub, àpex agut. Tub de corol·la blanc verdós més llarg que el calze i la part que sobresurt de color granat, de 30 a 40 mm de llarg, suburceolat de 8 plecs, encongit basalment, poc glandular a l'interior, vèrtex vermellós, encongit per sobre dels carpels, i després allargat-tubular de 4 angles; lòbuls oblongs-ovats a triangulars, de 9 a 20 mm de llarg i de 4 a 6 mm d'ample, deltoides, vèrtex molt acuminat. Estams lleugerament sobresortints, inserits per sobre de la constricció de la corol·la; anteres de 2,6 a 3 mm de llarg i de 1,6 a 2,2 mm d'ample, ovades. Estils de 22 a 30 mm de llarg.

## Distribució
Planta endèmica de Madagascar. Actualment àmpliament estesa pels tròpics d'Àfrica, Àsia i Amèrica.

## Cultiu
Planta molt popular per la seva bellesa, de fàcil conreu, en llocs assolellats o a mitja ombra a l'exterior, i en llocs lluminosos a l'interior. Suporta breus i lleugeres gelades. Es reprodueix fàcilment per llavors, esqueixos, per fulla, o per propàguls.

## Taxonomia
Kalanchoe pinnata va ser descrita per Christiaan Hendrik Persoon i publicada a Synopsis Plantarum 1: 446. 1805.

### Etimologia
Kalanchoe: nom genèric que deriva de la paraula cantonesa "Kalan Chauhuy", 伽藍菜 que significa 'allò que cau i creix'.
pinnata: epítet llatí que significa 'amb plomes', al·ludint a la nervadura de les seves fulles en forma de penna (les plomes grans dels ocells).

### Sinonímia
- Bryophyllum pinnatum (Lamarck) Oken
- Cotyledon pinnata Lamarck
- Crassula pinnata (Lamarck) L.f.
- Verea pinnata (Lamarck) Spreng.
- Vereia pinnata Spreng.
- Bryophyllum calycinum Salisb.
- Bryophyllum germinans Blanco
- Cotyledon calycina Roth
- Cotyledon calyculata Sol. ex Sims
- Cotyledon rhizophylla Roxb.
- Crassuvia floripendia Comm. ex Lamarck
- Kalanchoe floripendula Steud.
- Kalanchoe pinnata var. brevicalyx Raym.-Hamet & H.Perrier
  - Kalanchoe brevicalyx (Raym.-Hamet & H.Perrier) Boiteau
- Kalanchoe pinnata var. calcicola H.Perrier
  - Kalanchoe calcicola (H.Perrier) Boiteau
- Kalanchoe pinnata var. floripendula Pers.
- Kalanchoe pinnata var. genuina Raym.-Hamet
- Sedum madagascariense Clus.

També té molts noms populars, entre ells 'Planta de Goethe' pel gran interès que tenia per aquesta planta el famós escriptor Johann Wolfgang von Goethe, que també era jardiner aficionat.

## Propietats
El Kalanchoe pinnata, com tots els membres de Kalanchoe, és tòxic per al bestiar, les aus, els animals petits i els humans, pel seu contingut en un glucòsid cardíac (bufadienolide).
Tanmateix, s'utilitza a tot el món com a planta medicinal per les seves nombroses propietats, entre elles antipirètiques i antiinflamatòries. A la Xina, l'Índia, el sud-est asiàtic, l'Índia Occidental, etc. es conrea a escala comercial com a planta ornamental. A Tailàndia es cultiva localment com a espècia. A Indonèsia a les zones productores d'arròs amb finalitats rituals. Introduïda recentment a Cuba com a planta màgica. Ha estat objecte de molts estudis fisiològics i anatòmics, i darrerament sobre la seva activitat contra el càncer, ja demostrada in vitro, però encara per demostrar en sers vius.